# Willi Demski

Die erfolgreiche Mannschaft des SV Sodingen von 1955; untere Reihe, 2. von links: Willi Demski

Willi Demski (* 12. Februar 1929 in Oberhausen; † Oktober 2012) war ein deutscher Fußballspieler, der in den 1950er Jahren beim SV Sodingen und bei Rot-Weiß Oberhausen in der höchsten Spielklasse aktiv war.

## Karriere
In seiner Jugend spielte Willi „Willa“ Demski beim VfR 08 Oberhausen. Nach einer Zwischenstation beim Turnerbund Oberhausen kam der Stürmer zu Rot-Weiß Oberhausen, wo er sich in seiner ersten Saison 1951/52 in der ersten Mannschaft als Stammspieler durchsetzte. In 32 Spielen in der Zweiten Liga West erzielte er 17 Treffer und war damit bester Torschütze von RWO. Nach dieser Spielzeit wechselte er zum Oberliga-Aufsteiger SV Sodingen. Mit dem Bergarbeiter-Verein aus Herne unter Trainer Ludwig Tretter erreichte er in der Saison 1954/55 den zweiten Platz und die Qualifikation für die Endrunde um die deutsche Meisterschaft. In dieser erzielte er drei Tore in sieben Spielen, darunter auch den Ausgleichstreffer gegen den Hamburger SV, durch den der spätere Meister 1. FC Kaiserslautern in das Endspiel der Deutschen Meisterschaft einzog.
Anschließend spielte Demski eine Saison lang beim FK Pirmasens in der Oberliga Südwest, ehe er in seine Heimat zurückkehrte. Bei Rot-Weiß Oberhausen trug er mit 18 Toren in 28 Ligaspielen dazu bei, dass das Team von Trainer Werner Stahl am Ende der Saison 1956/57 in die Oberliga aufstieg. Nach der Winterpause 1957/58 brach er sich im Spiel gegen den Wuppertaler SV nach einem Zusammenstoß mit Horst Szymaniak das Bein, so dass er für den Rest der Saison ausfiel. In der höchsten Spielklasse absolvierte er neben Mannschaftskameraden wie den Brüdern Kalli und Friedel Feldkamp oder Fredi Lauten bis 1961 noch 86 Oberligaspiele, in denen er 26 weitere Tore erzielte. Unter dem ungarischen Trainer Nándor Lengyel löste ihn in seiner letzten Saison auf seiner Position im Sturm der junge Hans Siemensmeyer ab, zum Erstaunen selbst der Vereinsführung. Siemensmeyer erinnerte sich später: „Ich, der jüngste Spieler, war der Anlass, dass ein Denkmal vom Sockel stürzte.“ Demski wurde zur Saison 1961/62 in die zweite Mannschaft abgeschoben.
Nach seiner aktiven Laufbahn betrieb Demski eine Tankstelle in Oberhausen. 2004 wurde er in die Jahrhundert-Elf von Rot-Weiß Oberhausen aufgenommen.

### Nationalmannschaft
Ein einziges Mal wurde Demski zu einem Match im schwarz-weißen Dress berufen. Am 23. März 1955 spielte der Sodinger mit der B-Nationalmannschaft in Sheffield gegen England. Das deutsche Team erreichte ein 1:1-Unentschieden; den Treffer für die DFB-Auswahl erzielte der Fortune Erich Juskowiak, der wie Demski aus der Jugend des VfR 08 Oberhausen stammte und mit dem er in der Saison 1951/52 gemeinsam bei RWO gespielt hatte.